# Kodammen
Kodammen (auch Kodam genannt) ist der Rest einer Dolmenkammer, der aussieht wie eine Sammlung von Findlingen, am Rand des Ådalen, etwa westlich von Nørager im jütländischen Djursland in Dänemark.
Die Kammer besteht aus einem großen Stein im Norden, den Seitensteinen im Westen und Osten und einem Stein im Süden. Die Kammer misst innen etwa 1,5 × 1,5 m. Die Außenabmessungen betragen etwa 4,2 × 3,0 m. Einer der Seitenblöcke wurde nicht bewegt, sondern ist von Gletschern an diese Stelle transportiert worden. Der Rest der Kammer wurde um ihn herum erbaut. Auf der Nordseite des Endsteins befindet sich eine schalenförmige Eintiefung.
Im Jahr 1964 wurde die Kammer, die auf privatem Grund liegt und nicht zugänglich ist, untersucht.